# Урманаєвська сільська рада
Урмана́євська сільська рада (рос. Урманаевский сельский совет) — муніципальне утворення у складі Бакалинського району Башкортостану, Росія. Адміністративний центр — село Урманаєво.

## Населення
Населення — 660 осіб (2019, 773 у 2010, 929 у 2002).

## Склад
До складу поселення входять такі населені пункти:
| Населений пункт      | Населення, осіб (2002) | Населення, осіб (2010) |
| -------------------- | ---------------------- | ---------------------- |
| Камаєво, село        | 152                    | 136                    |
| Мирзаїтово, присілок | 115                    | 87                     |
| Суюндюково, село     | 182                    | 147                    |
| Талли-Сиза, село     | 207                    | 147                    |
| Урманаєво, село      | 273                    | 256                    |